# Hervors saga

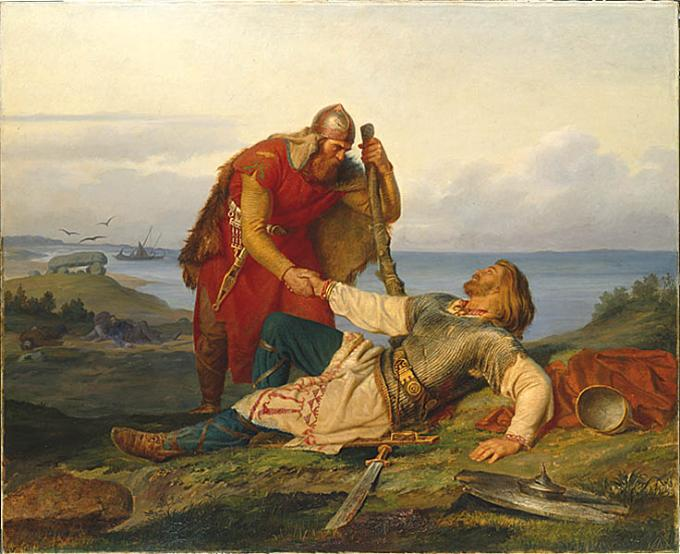
Orvar Odd och Hjalmar den hugstore tar farväl av varandra efter striden på Samsø, målning av Mårten Eskil Winge 1866

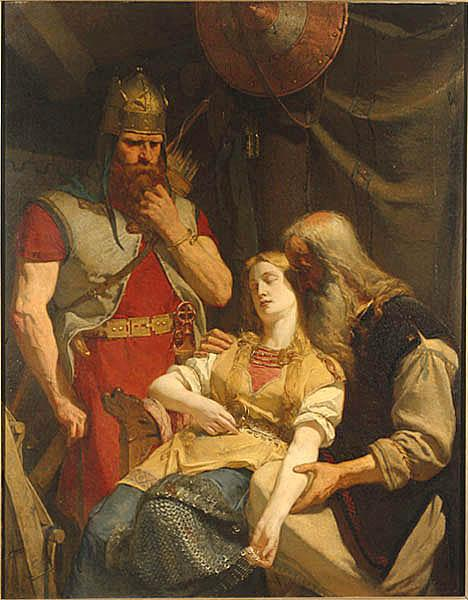
Orvar Odd infomerer Ingeborg om att Hjalmar är död, målning av August Malmström 1859

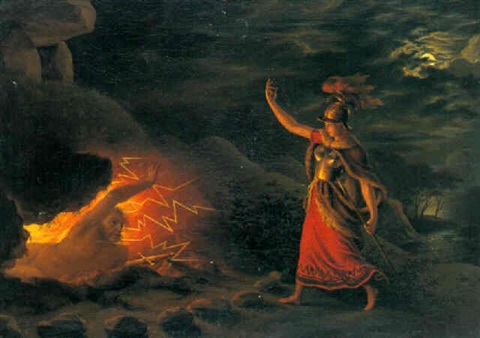
Hervor hämtar svärdet Tirfing från sin fars spöke vid gravhögen på Samsö, illustration av Christian Gottlieb Kratzenstein-Stub (1783–1816)

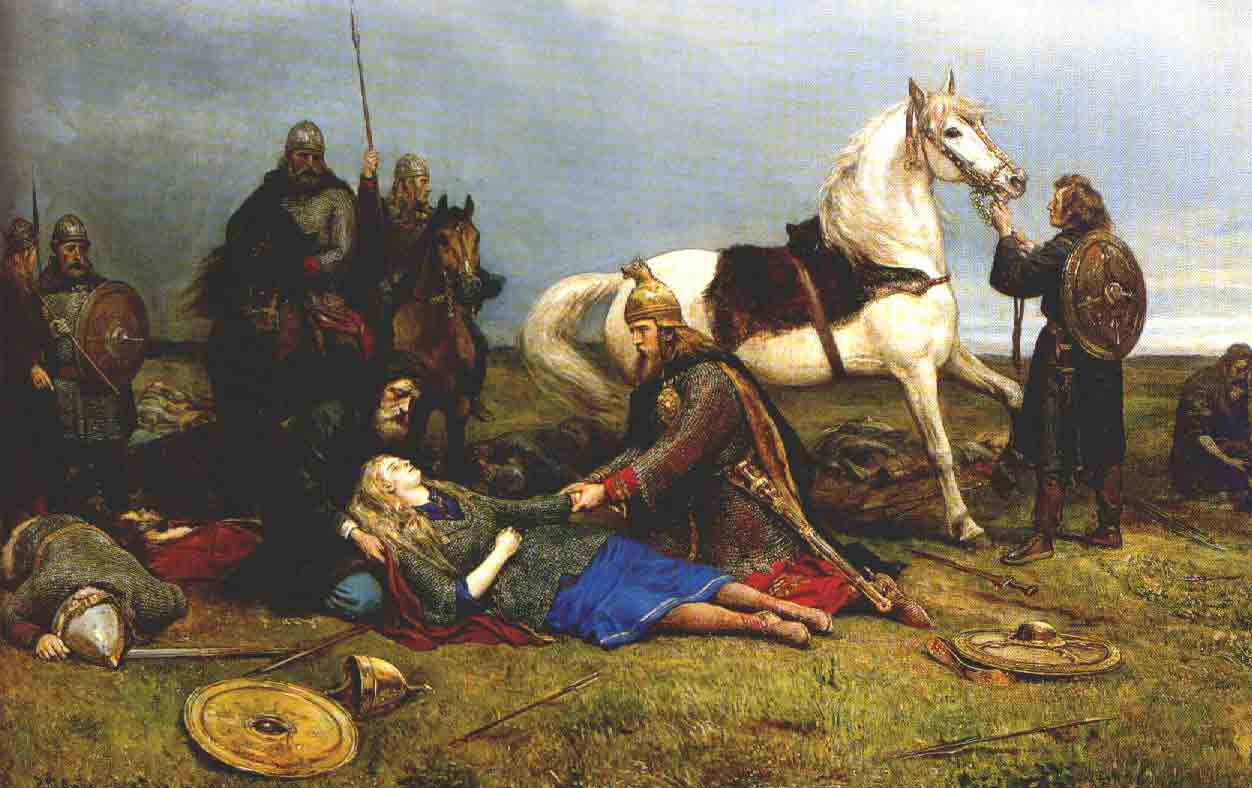
Hervors död, av Peter Nicolai Arbo.

Hervors saga, eller Hervors och Heidreks saga (isländska: Hervarar saga ok Heiðreks), är en isländsk fornaldarsaga från 1200-talet som innehåller material från en äldre saga. Den berättar om krig mellan ostrogoter och hunner. En av avskrifterna slutar med en ättelängd som slutar med kung Filip av Sverige.
Hervors saga handlar om sköldmön Hervor och hennes son Heidrek, kungen av Reidgotaland vid Dnepr. Mellan dennes söner Angantyr och Hlod utbryter inbördeskrig om faderns arv, varvid Hlod söker hjälp från hunnerna. Angantyr i sin tur får hjälp av sin faders fosterfar Gizur, kung av Götaland. En stor strid äger rum och Hlod blir besegrad och dräpt. Svärdet Tirfing spelar en central roll.
Sagan innehåller även berättelsen om den svenske kämpen Hjalmar den hugstore och dennes kärlek till den svenska kungadottern Ingeborg. Hjalmar blir utmanad av en rival vid namn Angantyr, en bärsärk från Bolmsö i Småland, och de två utkämpar en holmgång på Samsø. Hjalmar går segrande ur striden, men dör av sviterna från sina sår och Ingeborgs hjärta brister då av sorg.
Angantyrs dotter (som också heter Hervor) uppfostras ovetande om sitt ursprung, men har ärvt sin faders krigiska sinnelag och slåss med de andra barnen och rövar i skogen. Till sist känner sig hennes fosterfamilj tvungen att berätta om hennes far för att få henne att uppföra sig efter sin börd. Istället klär sig Hervor som en man och far till Samsø för att hämta Tirfing från sin faders grav. På Samsö möter hon draugarna efter Angantyr och de andra kämparna. Utan fruktan för draugarnas hemsökelser och hennes fars varningar om svärdets förbannelse kräver Hervor Tirfing. Angantyr ger med sig och Hervor lämnar ön med svärdet och sin fars välsignelse att hon ska få tolv mäns styrka.

## Ättartalen
I en avskrift från 1600-talet slutar Hervors saga med Kungliga ättartal. Detta avsnitt anses inte ursprungligen tillhöra sagan, eftersom dess karaktär är antikvariskt snarare än litterärt. Avsnittet listar den svenska kungliga Munsöätten fram till Filip av Sverige (1110–1118), en avslutning som inte nödvändigtvis beror på att författaren inte kände fler kungar, utan på att Filip var den siste ättlingen till huvudpersonerna i sagan. 
Avsnittet har tydliga likheter med genealogierna i Langfeðgatal. Det fokuserar i synnerhet på stridigheterna mellan kung Inge den äldre och Blot-Sven, vilket kan vara ett försök av författaren att strukturera hela sagan i enlighet med islänningasagor som ofta avslutas med Islands kristnande.
I Kungliga ättartal berättas det inledningsvis att Angantyr fick sonen Heidrek Ulfham som länge var kung av Reidgotaland. Heidreks dotter hette Hild och hon fick sonen Halvdan snälle som blev far till Ivar Vidfamne.